# Undercover Elephant
Undercover Elephant (El Elefagente Secreto en Hispanoamérica), y su aliado Loudmouse el ratón (Bocafloja en América Latina), aparecieron como segmento secundario dentro de la serie Los osos mañosos. En su trama, ambos son detectives y trabajan para una agencia secreta sin especificar, de alcance internacional. Una característica recurrente de Undercover Elephant es el uso de disfraces para ocultar su verdadera identidad, pudiendo usar varios de éstos a lo largo de un episodio. Undercover Elephant recibe sus misiones por medio de mensajes en objetos con una secuencia de autodestrucción (al estilo de Misión Imposible, siendo una parodia de ésta), cuyas explosiones recaen en el Jefe u otros que se encuentren cerca.

## Personajes
Elefagente Secreto (Undercover Elephant) - Es un elefante asiático antropomorfo, de piel gris azulada, que en su atuendo base usa gabardina café y a veces sombrero de ala y un antifaz. Es de personalidad algo ingenua, entusiasta e histriónica. Gusta de utilizar diversos disfraces para cumplir con sus misiones y desorientar a sus enemigos, y éstos pueden variar según las circunstancias. Tiene una especial debilidad por el maní, lo que a veces provoca que sea descubierto en medio de una misión; sin embargo, suele tener éxito por mérito propio, por ayuda de Loudmouse o errores de los villanos.
Bocafloja (Loudmouse) - Es un ratón que viste con un suéter verde con la letra "U" de Undercover y cachucha del mismo color, es mucho más pequeño que el Elefagente, y suele ser apodado por éste como "Chiquilín" u "Orejotas" (en la versión al español latino). Es parlanchín e hiperactivo, suele viajar en el sombrero o bolsillos del Elefagente, y puede delatarlo involuntariamente cuando está a punto de atrapar a los villanos, pero también puede jugar un rol decisivo para completar algunas misiones gracias a su locuacidad y reducido tamaño.

## Apariciones

### Caricaturas
1. The Sneaky Sheik (10 de septiembre de 1977) -
2. Barron Von Rip 'em Off (17 de septiembre de 1977) -
3. The Moanin' Lisa (24 de septiembre de 1977) -
4. Pain in the Brain (1 de octubre de 1977) -
5. The Great Hospital Hassle (8 de octubre de 1977) -
6. Latin Losers (15 de octubre de 1977) -
7. Dr. Doom's Gloom (22 de octubre de 1977) -
8. Chicken Flickin' Capon Caper (29 de octubre de 1977) -
9. Undercover Around the World (5 de noviembre de 1977) -
10. Irate Pirates (12 de noviembre de 1977) -
11. Perilous Pigskin (19 de noviembre de 1977) -
12. Swami Whammy (26 de noviembre de 1977) -
13. The Disappearing Duchess (3 de diciembre de 1977) -

## Otras apariciones

### TV
- Yogui y la búsqueda del tesoro (TV 1985-86) Undercover Elephant aparece en un episodio.
- Wake, Rattle, and Roll (TV - 1990-91) Undercover Elephant aparece durante un segmento.
- Dos perros tontos (TV 1993) Undercover Elephant hace un cameo en el "Agent Penny" del episodio del segmento del Super Inspector Ardilla.

### Historietas
- TV Stars (Marvel): Undercover Elephant apareció en 1978.

## Voces
Original:
- Daws Butler - Undercover Elephant.
- Bob Hastings - Loudmouse.
- Michael Bell - Jefe.

Español Latino:
- Blas García - Elefagente Secreto.
- Arturo Mercado - Bocafloja.
- Carlos Rotzinger - Jefe e insertos.